# 포르타 산 파올로

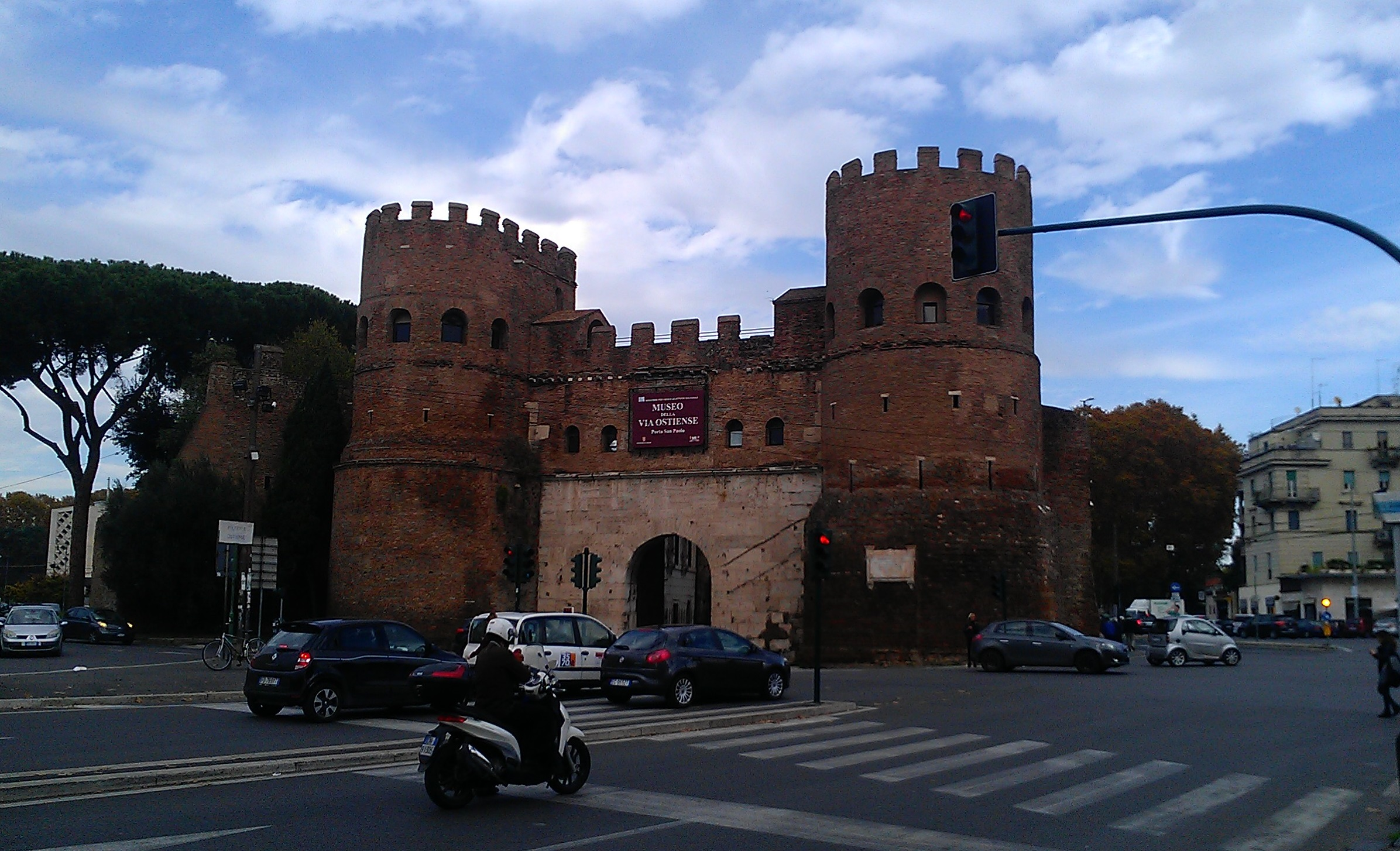
포르타 산 파올로

포르타 산 파올로(이탈리아어: Porta San Paolo)는 이탈리아 로마의 3세기 아우렐리아누스 방벽에 있는 남쪽 문 중 하나다. 비아 오스티엔세 박물관은 문 안에 있다.